# Marosszéki Tamás
Marosszéki Tamás (Marosvásárhely, 1987. augusztus 22. –) magyar színész.

## Életpályája
Marosvásárhelyen született, 1987. augusztus 22-én. Négyéves korában szüleivel Ceglédre költöztek. 2006-ban érettségizett a ceglédi Kossuth Lajos Gimnáziumban. 2010-ben a Marosvásárhelyi Művészeti Egyetemen színész szakon diplomázott, osztályvezető tanára Gáspárik Attila volt. 2012-től a Szatmárnémeti Északi Színház Harag György Társulatánál játszott. 2018-tól a Soproni Petőfi Színház művésze.

## Fontosabb színházi szerepei
- Arisztophanész: A gazdagság... Blepirosz, Kremilosz jómódú szomszédja
- Henrik Ibsen:	Peer Gynt... Vőlegény; Orgazda; Szakács; Ujjatlan
- Henrik Ibsen: A nép ellensége... Részeg
- Ion Luca Caragiale: Az elveszett levél... Szavazó; Polgár; Közönség
- Ion Luca Caragiale: Zűrzavaros éccaka... Spiridon, gyakornok Dumitrache házában
- Bertolt Brecht – Kurt Weill: Koldusopera... Horgas Ujjú Jakab
- John Millington Synge: A nyugat világ bajnoka... Jimmy Farrel
- Fazekas Mihály – Móricz Zsigmond – Bessenyei István: Lúdas Matyi Szatmárban... Lúdas Matyi
- Móricz Zsigmond: Rokonok... Hollaky Jani, volt iskolatárs
- Németh László: Széchenyi... Zichy Géza
- Tamási Áron – Szarka Gyula: Ördögölő Józsiás... Villikó, Józsiás embere, majd ügymester
- Sík Sándor: István király... Sebös
- Ratkó József: Segítsd a királyt!... Csete; Sebő; Buda fia
- Katona Imre: Isten komédiása... Egidio
- Tasnádi István: Démonológia... Polidori
- Tasnádi István: Finito... Bak Tamás HSC, operatőr
- Tasnádi István: Világjobbítók... Várakozó, Vöröskeresztes, Operatőr, Obádovics, Koldus, Rendőr 2
- Pintér Béla – Darvas Benedek: Parasztopera... A vőlegény
- Mikó Csaba: Boldogságia... Péter
- Nemes István – Böhm György – Korcsmáros György – Horváth Péter – Dés László: Valahol Európában... Önkéntes
- Horváth Péter – Presser Gábor – Sztevanovity Dusán: A padlás... Barrabás, a gengszter; Révész
- Illés-együttes – Szente Vajk: ...Tied a világ!... Pizzafutár fiú
- Eisemann Mihály – Somogyi Gyula – Zágon István: Fekete Péter... Szállodai titkár
- Eisemann Mihály – Szilágyi László: Én és a kisöcsém... Pincér
- Lehár Ferenc:	A víg özvegy... Raul de St. Briosche
- Ábrahám Pál:	Bál a Savoyban... Celestin Fourmint, ügyvéd
- Lázár Ervin: A Négyszögletű kerek erdő... Szörnyeteg Lajos
- Michael Ende – Ács Tamás:	A pokoli puncs-pancs... Szent Szilveszter

## Önálló est
- Luther Márton írásaiból: Én, Luther
- Janne Teller: Semmi (monodráma)

## Filmek, tv
- A mi kis falunk (2024)

## Díjai, elismerései
- Versünnep Alapítvány díj (Versünnep Fesztivál, 2015 – Budapest)
- Versünnep Közönségdíj (Versünnep Fesztivál, 2015 – Budapest)